# 필츠
필츠(Pilz)는 안전과 관련된 기술을 생산하는 독일의 기업이다. 독일에 자리 잡고 있는 본사 이외에, Pilz의 자회사와 지점들이 전 세계의 40개국에 분포되어 있으며, 전체의 직원 수는 현재 2346명이다.

## 역사
기업가인 Hermann Pilz가 1948년에 유리 공예 사업체를 Esslingen에 설립하였다. 전후 시점이었던 사업 초기에 이 회사는 의학 기술 및 수은 릴레이 용 유리 기구의 제작에 전념하였다. 전자 분야의 초점은 점차 소형화로 이동되었으며; Pilz는 릴레이, 제어 시스템 그리고 무엇보다도 타이머를 위주로 전문화되었다. 첫 번째의 자회사들이 1968년에 오스트리아, 프랑스 및 스위스에 설립되었다. 프로그램 가능 논리 제어기가 제품 범위에 추가되었다. 1970년에, Pilz는 35 mm 시리즈 설치에 대한 규범을 개발하였는데, 이것이 나중에 산업 표준이 되었으며, 따라서 Pilz는 DIN 전자 릴레이의 첫 번째 제작업체가 되었다. 

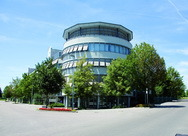
Stammhaus Ostfildern

1987년에, Pilz는 전 세계적으로 가장 널리 사용되는 비상 정지 스위치 비상 정지 릴레이인 PNOZ를 개발하였다. 1990년대에, 이 회사는 유럽, 북미 및 아시아에서 국제적인 사업 확장을 계속하였다. 1994년에, Pilz는 유럽 밖의 최초 자회사를 미국에 설립하였다. 그 다음으로, 1997년에는 아시아의 일본, 그리고 1998년에는 남미의 브라질에 각각 자회사를 설립하였다. Pilz 품질 관리 시스템은 품질 관리 표준 에 따라서 인증되었다. 회사의 통계 자료에 의하면, Pilz는 현재 전체 매출액의 18 퍼센트를 연구 개발에 투자하고 있다. 그 결과 1999년에는 안전 개방식인 필드 버스 시스템 SafetyBUS p, 2002년에는 자유 구성 방식인 "PNOZmulti" 안전 릴레이 그리고 2006년에는 3차원 구역 모니터링 용 안전 카메라 시스템인 "SafetyEYE"와 같은 혁신적인 제품들이 개발되었다.
2009년에, Pilz는 독일의 가장 혁신적인 상위 100개 회사들 중의 하나로써 TOP 100 seal of quality를 수상하였다. 또한 2009년에는, PNOZmultiMini 및 자동화 시스템 PSS 4000이 개발되었다.

## 회사의 구조
Pilz GmbH & Co.KG는 Pilz와 Kunschert 가족이 100 퍼센트 지분을 소유한 가족 기업이다. 2017년 말 필츠 그룹의 전 회장인 Renate Pilz는 경영 일선에서 물러났다. 2018년부터 Managing Partner인 Susanne Kunschert와 Thomas Pilz가 새롭게 경영진을 구성하였다.

## 제품
Pilz GmbH & Co. KG의 제품 범위는 다음과 같다:
센서
Pilz 센서는 사람과 기계를 보호하려는 목적을 가진 표준에 부응함과 동시에 기계 및 복잡한 플랜트의 효율적인 활용을 보증한다. 제품의 그룹은 용도가 커버, 플랩, 롤링 도어, 안전 대문, 캠, 전자 감응 보호 장치 혹은 위치 탐지인지의 여부에 관계 없이 안전 요건의 전체 범위를 커버한다.
- 위치 모니터링 용 장치
- 안전 스위치
- 안전 대문 시스템
- 광학 전자 보호 장치
- 안전 카메라 시스템

제어 
Pilz의 제어 기술에는 표준 및 안전에 대한 구성 요소와 시스템이 포함된다. 자동화 솔루션을 구성하는 개별적인 구성 요소들은 모두 호환성이 있으며 – 따라서 비용 효율성이 보증된다.
- 라인 검사 장치
- 전기 안전 릴레이
- 기능 안전 릴레이
- 구성 가능 제어 시스템
- 콤팩트 한 프로그래밍 가능 제어 시스템
- 모듈식 프로그래밍 가능 제어 시스템
- 분산 주변 장치

모션 제어
Pilz 동작 제어 (PMC)는 Pilz 엔지니어링 솔루션의 일부로써 완전한 구동 기술을 제공한다. PMC는 제어기를 경유한 운전으로부터 매우 동적인 구동에 의한 동작에 이르기까지 모든 안전 부분에서 해당 기계류의 자동화에 대한 전반적인 솔루션을 고객에게 제공한다.
- 제어 시스템
- 서보 증폭기
- 모터
- 소프트웨어

오퍼레이터 및 시각화 시스템
솔루션 공급자로써, Pilz는 제어 및 통신뿐 만 아니라 센서 기술의 분야에 대한 제품들도 제공한다. 공정에 영향을 주고 시각화하는데 사용될 수 있는 시스템이 운전자와 기계의 사이에서 링크의 역할을 수행한다. 오류가 발생하는 경우에는, 플랜트와 기계류에 대한 진단이 특별한 역할을 수행한다.
- 제어 / 신호 장치
- 운전자 단자

소프트웨어
Pilz는 자동화에 대한 소프트웨어 솔루션을 제공한다. 설계, 프로그래밍, 구성 및 시운전에 대한 솔루션을 이용할 수 있다.
- 시스템 소프트웨어 및 도구
- 애플리케이션 소프트웨어

## 자동화 시스템 PSS 4000
자동화 시스템 PSS 4000은 여러 가지의 하드웨어 및 소프트웨어, 그리고 실시간 Ethernet SafetyNET p 및 해당 네트워크 구성 요소로 이루어진다. 이들은 면밀한 호환성을 갖고 있으며 자동화 프로젝트에 대한 전반적인 솔루션을 제공한다.
- 제어 시스템
- I/O 모듈
- 네트워크 구성 요소
- 소프트웨어 편집기

## 서비스
Pilz GmbH & Co. KG는 CE-마킹의 일부로써 기계 수명 사이클에 관련되는 서비스를 제공한다. Pilz는 제품 교육을 실시하고 국가 및 국제 표준 그리고 지침의 복잡한 시스템에의 부합을 위한 과정을 운영한다. 교육 중 일부는 TÜV Nord와 연관하여 개최된다.
컨설팅 및 엔지니어링:
- 위험 평가
- 안전 개념
- 안전 검증
- 안전 설계
- 시스템 이행
- CE 서비스
- 국제 규정 준수 서비스
- 플랜트 평가
- ESPE 점검

Training:
- 세미나
- 제품 과정

## 산업계
Pilz를 사용하고 있는 일부 사업분야:
- 포장 기술
- 자동차 산업
- 금속 가공
- 풍력 에너지
- 석유 관리분야
- 핸들링 기술
- 운송
- 물류
- 강철 및 알루미늄
- 반도체 산업
- 플라스틱 및 고무

## 사업 소재지
Pilz GmbH & Co. KG는 28개국 이상에 진출하여 15개 이상의 영업 파트너를 가지고 있으며, 다음과 같은 국가들에 자회사가 설립되어 있다.
독일, 오스트리아, 스위스, 프랑스, 벨기에, 덴마크, 핀란드, 아일랜드, 이태리, 네덜란드, 폴란드, 포르투갈, 러시아, 스웨덴, 스페인, 터키, 영국, 미국, 캐나다, 브라질, 일본, 중국, 한국, 호주, 뉴질랜드, 멕시코, 인도

## 인증
- 품질 관리 표준 DIN EN ISO 9001:2008
- DAkkS
- Ecoprofit

## 회원
- 안전 네트워크 국제 협회
- 독일 엔지니어링 협회
- 전기 및 전자 산업 협회
- 독일 철도 산업 협회